# Nephrophyllum abyssinicum
Nephrophyllum abyssinicum är en vindeväxtart som beskrevs av Achille Richard. Nephrophyllum abyssinicum ingår i släktet Nephrophyllum och familjen vindeväxter. Inga underarter finns listade i Catalogue of Life.